# Caryophyllia antarctica
Espèce
Statut CITES
Caryophyllia antarctica est une espèce de coraux appartenant à la famille des Caryophylliidae.